# マリアクララ・モネッティ
マリアクララ・モネッティ (Mariaclara Monetti von Slawik )はイタリアのピアニスト。

## 略歴
ジョヴァンニ・パイジエッロに連なる音楽家の家系に生まれ、ヴェネツィアのベネデット・マルチェッロ音楽院に学ぶ。その後ザルツブルクのモーツァルテウム音楽院でカルロ・ゼッキ、ルツェルン音楽院でゲーザ・アンダ、ウラディーミル・アシュケナージに師事する。ヴィオッティ国際音楽コンクール金賞を受賞し、ロンドンのバービカン・ホールでロンドン交響楽団と協演しデビュー。ルイージ・ダッラピッコラのピアノソナタ全曲集、ジョヴァンニ・パイジエッロのピアノ協奏曲全曲集で知られる。ヨーロッパ各国で活躍し、現在はトリノ音楽院の教授をつとめ、ロンドンのギルドホール音楽演劇学校等のマスタークラスで教職に就いている。2008年5月、トリノで暴漢に襲われ右手を負傷、長期療養を余儀なくされる。